# غضاريف حنجرية
الغضاريف الحنجرية (بالإنجليزية: Laryngeal cartilages)‏ عبارة عن غضاريف تحيط بالحنجرة وتحميها. تتشكل أثناء التطور الجنيني من الأقواس البلعومية. يوجد تسعة غضاريف حنجرية عند البشر:
- غضروف درقي - غضروف مفرد
- الغضروف الحلقي - غضروف مفرد
- لسان المزمار - غضروف مفرد
- الغضاريف الطرجهالية - غضاريف مزدوجة
- الغضاريف القرينية - غضاريف مزدوجة
- الغضاريف الإسفينية - غضاريف مزدوجة